# Eparquía de Ramanathapuram
La eparquía de Ramanathapuram (en latín: Eparchia Ramanathapuramensis y en inglés: Syro-Malabar Catholic Eparchy of Ramanathapuram) es una circunscripción eclesiástica de la Iglesia católica en India. Se trata de una eparquía siro-malabar, sufragánea de la archieparquía de Trichur. Desde el 15 de enero de 2010 su eparca es Paul Alappatt.

## Territorio y organización
La eparquía extiende su jurisdicción sobre los fieles católicos siro-malabares residentes en el estado de Tamil Nadu en los distritos de: Coimbatore, Karur, Tirupur, Erode, Salem, Namakkal, Tiruchirappalli, Perambalur, Ariyalur, Mayiladuthurai, Nagapattinam, Tiruvarur, Thanjavur, Pudukkottai y Dindigul.
La sede de la eparquía se encuentra en la ciudad de Ramanathapuram, en donde se halla la Catedral de la Santísima Trinidad.
En 2020 en la eparquía existían 22 parroquias agrupadas en 2 foranías: Lourde Matha Forane Church y Lourdes Forane Church, Gandhipuram:
- Holy Trinity Cathredal Church, en Ramanathapuram
- Mount Carmel Church, en Andipalayam, Tirupur
- Good Sherpaerd, en Karamadai
- St. Antony's Church, en Karur
- St. Joseph's Church, en Kavundapalayam
- Infant Jesus Church, en Pudhur, Edayapalayam
- St. Mark's Church, en Kuniyamuthur
- St. Joseph's Church, en Mettupalayam, Kattoor
- St. Alphonsa Church, en Palladam
- St. Paul's Church, en Pollachi
- St. Clotilda Church, en Pothanur
- St. Joseph's Church, en R.S. Puram (Poomarket)
- Little Flower Church, en Saibaba Colony
- St. Thomas Church, en Sulur
- St. Sebastians Church, en Udumalpet
- St. Sebastian's Church, en Ukkadam
- St. Luke's Church, en Valaparai
- St. Antony's Church, en Viswasapuram

## Historia
La eparquía de Ramanathapuram fue erigida por decreto del cardenal y archieparca mayor Varkey Vithayathilel el 15 de enero de 2010, separando territorio de la eparquía de Palghat.
Originalmente, el territorio incluía sólo los distritos de Coimbatore, Karur, Tiripur y Erode. El 9 de octubre de 2017 amplió su territorio a 11 distritos más de Tamil Nadu.

## Estadísticas
Según el Anuario Pontificio 2021 la eparquía tenía a fines de 2020 un total de 11 668 fieles bautizados.
| Año                                                                             | Población            | Población | Población      | Sacerdotes | Sacerdotes    | Sacerdotes    | Bautizados por sacerdote | Diáconos permanentes | Religiosos | Religiosos | Parroquias |
| Año                                                                             | Bautizados católicos | Total     | % de católicos | Total      | Clero secular | Clero regular | Bautizados por sacerdote | Diáconos permanentes | Varones    | Mujeres    | Parroquias |
| ------------------------------------------------------------------------------- | -------------------- | --------- | -------------- | ---------- | ------------- | ------------- | ------------------------ | -------------------- | ---------- | ---------- | ---------- |
| 2010                                                                            | 16 500               | ?         | ?              | 43         | 13            | 30            | 383                      |                      | 32         | 288        | 13         |
| 2014                                                                            | 10 859               | ?         | ?              | 70         | 19            | 51            | 155                      |                      | 61         | 323        | 18         |
| 2017                                                                            | 10 953               | ?         | ?              | 56         | 13            | 43            | 195                      |                      | 75         | 299        | 18         |
| 2020                                                                            | 11 668               | ?         | ?              | 70         | 28            | 42            | 166                      |                      | 57         | 270        | 22         |
| Fuente: Catholic-Hierarchy, que a su vez toma los datos del Anuario Pontificio. |                      |           |                |            |               |               |                          |                      |            |            |            |

## Episcopologio
- Paul Alappatt, desde el 15 de enero de 2010